# Bush Blitz

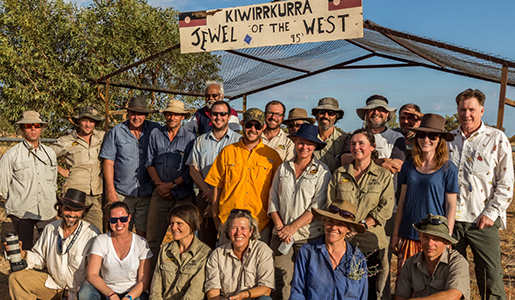
El equipo Bush Blitz en el área protegida indígena Kiwirrkurra en el desierto de Gibson

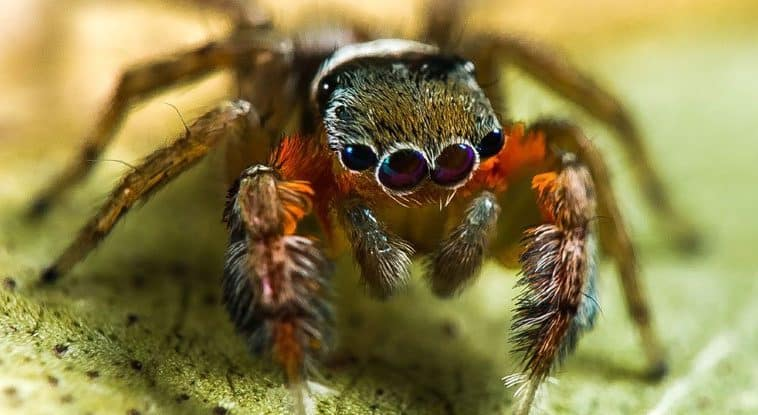
Una nueva especie de araña saltadora descubierta en Quinkan Bush Blitz en 2017

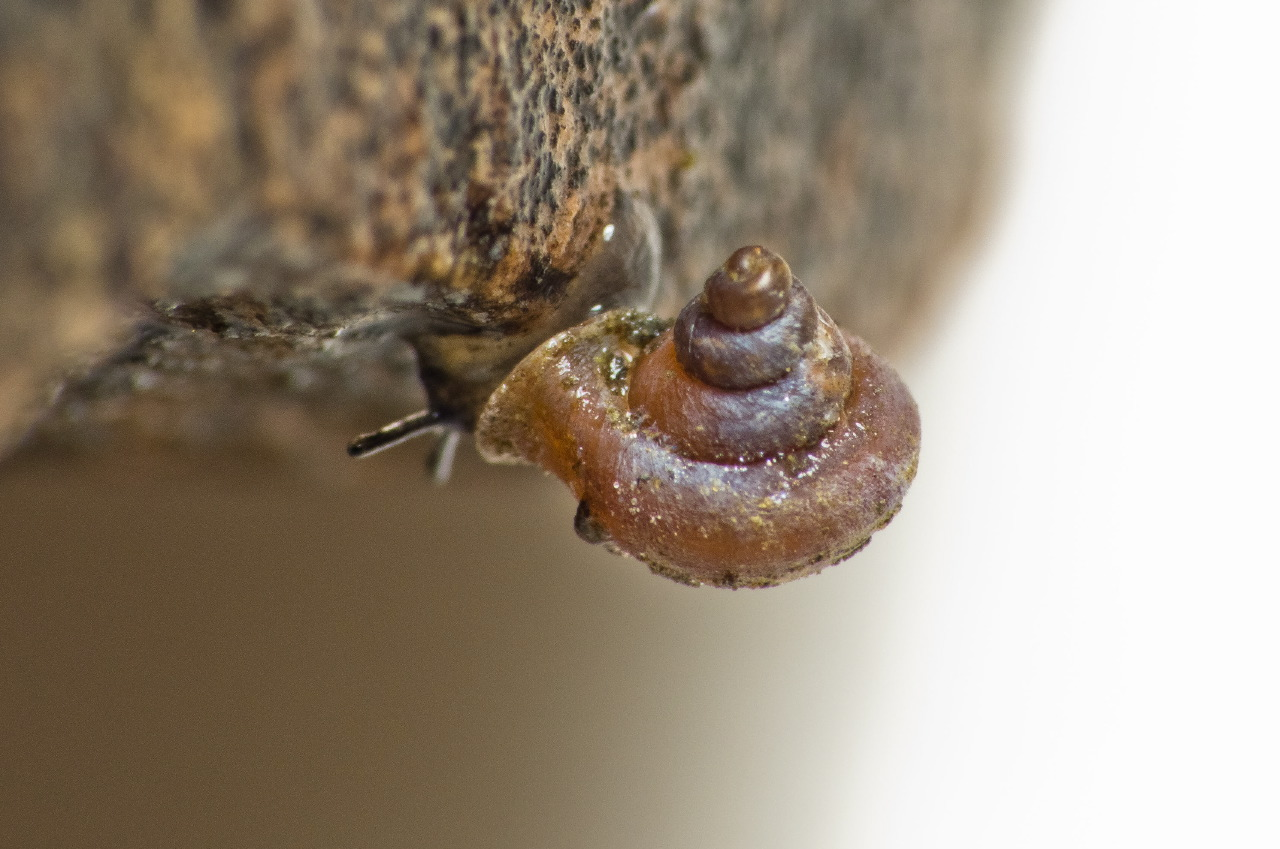
Gasterópoda Gyliotrachela australis caracol trompeta, Bush Blitz Fish River Station, Douglas Daly Research Farm, NT

Bush Blitz es un programa de descubrimiento de especies que lleva a cabo estudios científicos en ambientes terrestres y marinos de Australia para documentar hongos, plantas y animales conocidos y nuevos. El programa es una asociación entre el gobierno australiano, BHP Sustainable Communities y Earthwatch Australia. Bush Blitz es administrado a través de Parks Australia y el Estudio de Recursos Biológicos de Australia. El programa se inició en 2010, por el Año Internacional de la Biodiversidad, involucrando a taxonomistas especialistas, comunidades indígenas, guardaparques y propietarios, docentes, estudiantes y empleados de BHP. Bush Blitz financia la taxonomía y la investigación adicional basada en el material recopilado durante las encuestas de Bush Blitz, específicamente destinado a ayudar en la publicación de nuevas especies y la resolución de grupos problemáticos recopilados de los estudios.

## Expediciones
Bush Blitz realiza estudios en el Sistema de Reservas Nacionales de Australia, compuesto por más de 9000 propiedades, parques nacionales y reservas. Las expediciones han incluido:
- Quinkan, Queensland, 2017
- Parque Nacional Croajingolong, Victoria, 2016
- Mallacoota, Victoria, 2016
- Lago Torrens, Australia Meridional, 2016
- Kiwirrkurra IPA Australia Occidental, 2015
- Parque Nacional Judbarra/Gregory, NT, 2015
- País de Olkola, Queensland, 2015
- Reserva de la estación de Carnarvon, Queensland, 2014
- Estaciones de Durack River y Karunjie, Australia Occidental 2014
- Isla Flinders, Tasmania, 2014
- Reserva Five Rivers y trawtha makuminya, Tasmania, 2014

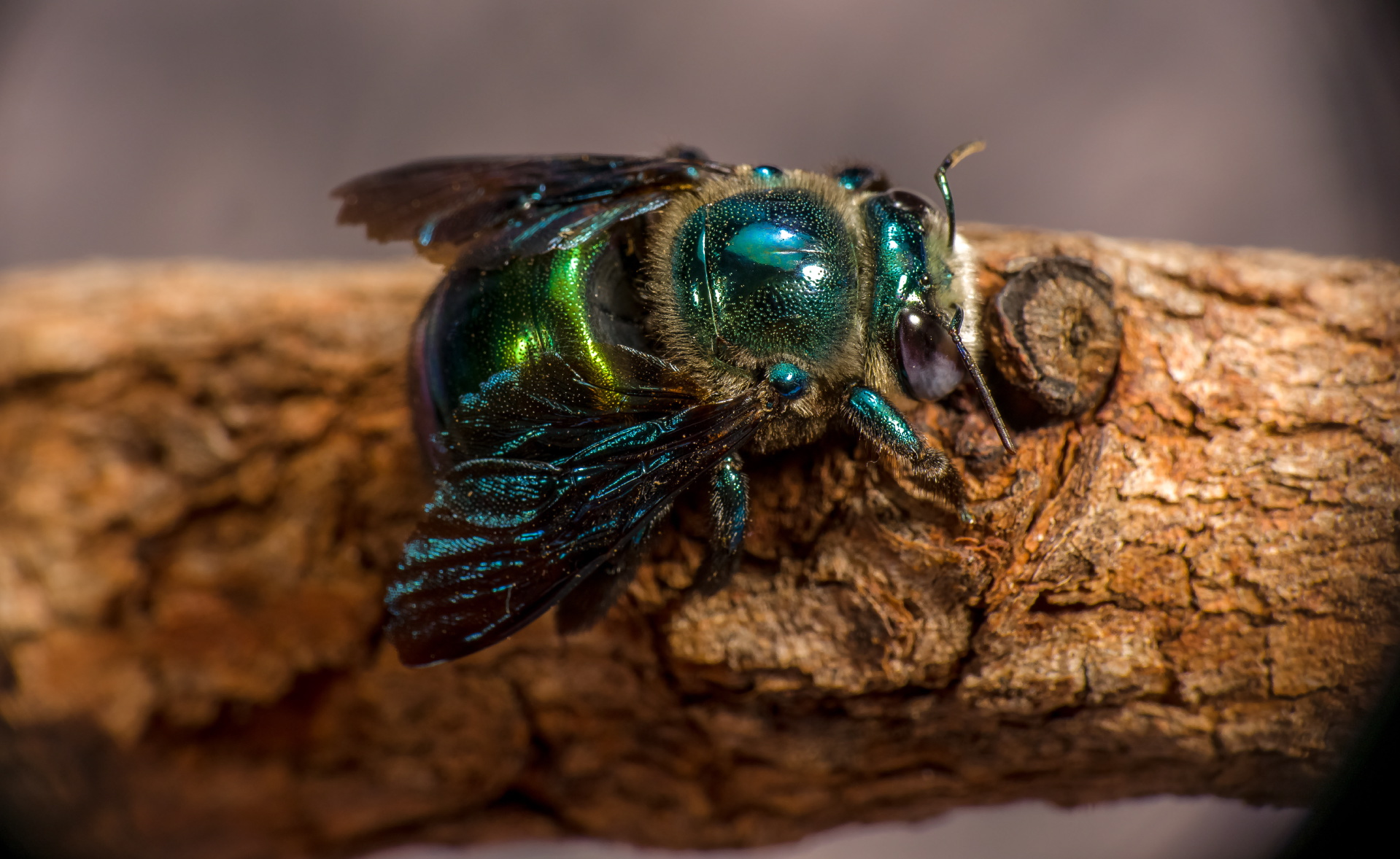
Abeja carpintera verde en Quinkan Country, extremo norte de Queensland

- Abeja carpintera verde en Quinkan Country, extremo norte de Queensland Parque Nacional Namadgi ACT y Parque Nacional Kosciuszko NSW, 2013
- Estación de Henbury, NT, 2013
- Reserva Natural Hiltaba y Parque Nacional Gawler Ranges, SA, 2012
- Santuario de Wongalara, NT, 2012
- Estación Fish River, NT, 2012
- Llanuras Skullbone, Tasmania, 2012
- Reserva de la estación Credo WA, 2011
- Parque de conservación Cane River, región de Cane River, WA, 2011
- Lago Condah ( Kurtonitj, Áreas Protegidas Indígenas Lago Condah y Tyrendarra Vic), 2011
- Rincón de la estación de Neds, Vic, 2010
- NSW Central (Reservas Naturales de Dananbilla, Illunie y Koorawatha NSW), 2010
- Reserva Estación Bon Bon SA, 2010
- Reserva Natural Witchelina, SA, 2010
- Zonas tropicales húmedas (Brooklyn, Cloudland y Melsonby (Gaarraay) Nature Refuges, Eubenngee Swamp, Hann Tableland y Melsonby (Gaarraay) National Parks, y Upper Bridge Creek Qld), 2010
- Tasmania (Islas Egg, Flat Rock, Lower Porter Hill y Porter Hill, Murphys Flat, Seventeen Mile Plain y Vale of Belvoir Reserves) Tas, 2010
- Reserva Darkwood, Nueva Gales del Sur, 2010
- Noroeste de Nueva Gales del Sur y sur de Queensland, 2009–10
- Charles Darwin, Kadji Kadji, Reservas de Karara y Lochada, WA, 2009

## Nuevas especies
En 2017, Bush Blitz anunció que había descubierto 1196 nuevas especies australianas, incluidos 1139 nuevos animales (incluidos un pez, 17 babosas y caracoles, tres escorpiones y 92 abejas), 27 nuevas plantas, 26 nuevos líquenes y 4 nuevas especies de hongos. Después del Bush Blitz de marzo de 2017 a Quinkan Country en la península de Cape York en Queensland, el número de nuevas especies se estimó en 1200 después de una fructífera expedición «que probablemente produjo el mayor número de descubrimientos de nuevas especies» de las 34 expediciones realizadas hasta ese momento. Los nuevos descubrimientos incluyeron más de 50 nuevas especies de arañas en Quinkan Country, al oeste de Cooktown, en el norte de Queensland, lo que sugiere que la península de Cape York podría ser un punto de acceso para la diversidad de arañas en Australia.
Una araña pavo real descubierta en Carnarvon Station en el oeste de Queensland, en 2014, una de las seis nuevas especies de araña pavo real descritas en 2016 por Barbara Baehr y Robert Whyte del Museo de Queensland, fue nombrada Maratus lincunxini en honor al director artístico del Ballet de Queensland, Li Cunxin, conocido por su libro Mao's Last Dancer («El último bailarín de Mao».

## TeachLive
Maestros de primaria y secundaria de toda Australia se unieron a los científicos de Bush Blitz en el campo en BushBlitz TeachLive. Earthwatch Australia desarrolló el programa educativo TeachLive en 2003. El Proyecto Bush Blitz TeachLive involucra a la Asociación Australiana de Profesores de Ciencias. Los participantes enseñan «en vivo» a sus estudiantes a través del sitio web dedicado Bush Blitz TeachLive. Los maestros interactúan con los estudiantes a través de foros web en vivo; publican destacados diarios y fotos, comunicándose a través de Skype y otras herramientas en línea. Se proporcionan recursos didácticos como unidades educativas para escuelas primarias y secundarias.